# Kerry Fox
Kerry Fox (Wellington, Nueva Zelanda; 30 de julio de 1966) es una actriz neozelandesa. Conocida por interpretar a Janet Frame en la película An Angel at My Table dirigida por Jane Campion, que le hizo ganar un premio a la Mejor Actriz de los premios New Zealand Film and Television.

## Biografía
Kerry Fox nació en Wellington y ha tenido una carrera internacional, trabajando en cine independiente y televisión. Recibió elogios y una nominación a los Premios del Instituto de Cine Australiano por su papel protagónico en Country Life, además de su rol protagónico junto a Ewan McGregor, en Shallow Grave, la película dirigida por Danny Boyle.
En 2001, ganó el premio Silver Bear a la mejor actriz por su papel como Claire en Intimacy (dirigida por Patrice Chereau) en el Festival de Cine de Berlín. En esta película, interpretó una felación real.

## Filmografía
- Night of the Red Hunter (1989) ... como agente de policía
- An Angel at My Table (1990) ... como Janet Frame
- The Rainbow Warrior (1992) ... como Andrea Joyce
- The Last Days of Chez Nous (1992) ... como Vicki
- Rocky Star (1993) ... como Dianna Moore
- Mr. Wroe's Virgins (1993) ... como Hannah
- Friends (1993) ... como Sophie
- Shallow Grave (1994) ... como Juliet Miller
- The Last Tattoo (1994) ... como Kelly Towne
- Country Life (1994) ... como Sally Voysey
- Saigon Baby (1995) ... como Kate Cooper
- A Village Affair (1995) ... como Clodagh Unwin
- The Affair (1995) ... como Maggie Leyland
- Welcome to Sarajevo (1997) ... como Jane Carson
- The Hanging Garden (1997) ... como Rosemary
- The Sound of One Hand Clapping (1998) ... como Sonja Buloh
- The Wisdom of Crocodiles (1998) ... como Maria Vaughan
- To Walk with Lions (1999) ... como Lucy Jackson
- Thinking About Sleep (1999) ... como mujer policía
- The Darkest Light (1999) ... como Sue
- Shockers: Deja Vu (1999) ... como Jessica
- Fanny and Elvis (1999) ... como Katherine Fanny 'Kate' Dickson
- Intimacy (2001) ... como Claire
- The Point Men (2001) ... como Maddy Hope
- The Gathering (2002) ... como Marion Kirkman
- Black and White (2002) ... como Helen Devaney
- 40 (2003) ... como Maggie
- So Close to Home (2003) ... como Maggie
- Niceland (Population. 1.000.002) (2004) .... Chloe
- The Murder Room (2004) ... como Muriel Godby
- Waking the Dead (2004) ... como Elsbeth Varley
- Bob the Builder: Snowed Under (2004) (voz) ... como Charlene
- Rag Tale (2005) ... como Peach James Taylor
- Footprints in the Snow (2005) ... como Claire
- Cold Blood (2005) ... como Jan
- Nostradamus (2006) ... como Catalina de Medici
- The Ferryman (2007) ... como Suze
- Intervention (2007) ... como Kate
- He Said (2007) ... como Julie
- Trial & Retribution XVIII: The Box (2008) ... como DI Moyra Lynch
- Inconceivable (2008) ... como Kay Stephenson
- The Shooting of Thomas Hurndall (2008) ... como Jocelyn Hurndall
- Storm (2009) ... as Hannah Maynard
- Bright Star (2009) ... como la señora Brawne
- Burning Man (2011) ... como Sally
- Intruders (2011) ... como la doctora Rachel
- Mental (2012) ... como Nancy
- New Tricks (2012) [Serie de TV] ... como Jane Ross
- Mr. Pip (2012) ... como June Watts
- Trap for Cinderella (2013) ... como Julia
- Patrick's Day (2014) ... como Maura Fitzgerald
- War Book (2014) ... como Maria
- Holding the Man (2015) ... como Mary Gert Conigrave
- Downriver (2015) ... como Paige Levy
- The Dressmaker (2015) ... como Beulah Harridiene
- The Rehearsal (2017) ... como Hannah
- Death in Paradise (2017) [Serie de TV] ... como Linda Taylor
- Mayhem (2017) ... como Irene Smythe
- Top End Wedding (2019) ... como Hampton
- Little Joe (2019) ... como Bella
- Rare Beasts (2019) ... como Marion
- The Colour Room (2021) ... como Ann Cliff
- Conversations with Friends (2022) [Miniserie] ... como Valerie Taylor-Gates
- Bay of Fires (2023) [Serie de TV] ... como Frankie McLeish
- The Stolen Girl (2025) [Miniserie] ... como Deborah Stanton